# 凱爾采科羅納足球俱樂部
凱爾采科羅納足球俱樂部（波蘭語：Korona Kielce），簡稱「凱爾采皇冠」，是波蘭的一家足球俱樂部。參加波蘭足球甲級聯賽。球隊曾進入過波蘭盃決賽。主場是凱爾采市體育場。隊名Korona取自波蘭語中的「皇冠」，這在其隊徽中也有所體現。

## 外部連結
- 维基共享资源上的相關多媒體資源：凱爾采科羅納足球俱樂部
- Official website （页面存档备份，存于）（波兰語）
- Unofficial website （页面存档备份，存于） （波兰語） （英文）
- Fans forum （页面存档备份，存于） （波兰語） （英文）
- Spółka Akcyjna （波兰語）